# Chacewater
Chacewater är en ort och civil parish i Storbritannien. Den är belägen i grevskapet Cornwall och riksdelen England, i den södra delen av landet, 400 km väster om huvudstaden London. Chacewater ligger 112 meter över havet och antalet invånare är 1 580.
Terrängen runt Chacewater är platt. Runt Chacewater är det ganska tätbefolkat, med 199 invånare per kvadratkilometer. Närmaste större samhälle är Truro, 8,1 km öster om Chacewater. Trakten runt Chacewater består i huvudsak av gräsmarker.